# Rhabdatomis melinda
Rhabdatomis melinda là một loài bướm đêm thuộc phân họ Arctiinae, họ Erebidae.